# Клаїно-кон-Остено
Клаїно-кон-Остено (італ. Claino con Osteno) — муніципалітет в Італії, у регіоні Ломбардія, провінція Комо.
Клаїно-кон-Остено розташоване на відстані близько 540 км на північний захід від Рима, 65 км на північ від Мілана, 21 км на північ від Комо.
Населення — 549 осіб (2014).

## Демографія
Населення за роками:

Станом на 1 січня 2023 року в муніципалітеті офіційно проживав 31 іноземець з 15 країн, серед них 9 громадян країн Євросоюзу та 4 громадяни України.

## Сусідні муніципалітети
- Лаїно
- Понна
- Порлецца
- Рампоніо-Верна
- Вальсольда